# 王長諧
王长谐（?—?），隋朝末年唐朝初年京兆霸城（今陕西省西安市灞桥区）人，《资治通鉴》作高平（今山西省高平市）人，初任鹰扬郎将。

## 生平
大业十三年（617年）六月十四日，李渊太原起兵，设置大将军府，任命裴寂为长史，刘文静为司马，唐俭和温大雅为记室，温大雅和温大有同掌机密，任命武士彠为铠曹，刘政会和崔善为、张道源为户曹，姜謩为司功参军，殷开山为府掾，王长谐和长孙顺德、刘弘基、姜宝谊、阳屯为左、右统军。李渊封世子李建成为陇西公、左领军大都督，左三统军由他统辖；封李世民为敦煌公，右领军大都督，右三统军归他统辖。李元吉为姑臧公，留守太原。
八月二十四日，冯翊义军首领孙华、士门义军首领白玄度渡黄河来谒见李渊。李渊慰劳奖赏孙华，封他为左光禄大夫、武乡县公，任冯翊太守之职。李渊让孙华先行渡河，随即派遣左、右统军王长谐、刘弘基以及左领军长史陈演寿、金紫光禄大夫史大柰率领步骑兵六千人从粱山渡河，在河西扎营以等待大军的到来。李渊对王长谐说：“屈突通精兵不少，相去五十馀里，不敢来战，足明其众不为之用。然通畏罪，不敢不出。若自济河击卿等，则我进攻河东，必不能守；若全军守城，则卿等绝其河梁：前扼其喉，后拊其背，彼不走必为擒矣。”
九月，屈突通派遣虎牙郎将桑显和率领几千名骁果乘夜袭击王长谐等人的营地。王长谐等交战不利。孙华、史大柰用游骑从后面袭击桑显和，大败桑显和。桑显和脱身逃回城里，并毁掉黄河桥梁。九月十二日，李渊统军渡黄河。九月十六日，到达朝邑，住在长春宫。九月十八日，李渊派遣世子李建成、司马刘文静率领王长谐等诸军几万人屯驻在永丰仓，据守潼关以防备东都之兵，慰抚使窦轨等人受李建成的指挥。敦煌公李世民率领刘弘基等诸军几万人进攻渭北，慰抚使殷开山等人受李世民的指挥。
屈突通闻知李渊西行入关，命鹰扬郎将尧君素代理河东通守，守卫蒲坂。屈突通亲率兵数万赶赴长安，被刘文静所阻挡。将军刘纲守卫潼关，在都尉南城屯军。屈突通想去潼关向刘纲靠拢，王长谐率兵袭斩刘纲，占据都尉南城以阻击屈突通，屈突通退守都尉北城。 
唐太宗李世民即位后，时任会州都督王长谐的纳贿赂被宪司所劾，唐太宗没有问罪，把贿赂之物赐给他以愧其心。王长谐官至左武卫大将军、秦州都督、封爵平原郡公，陪葬献陵。

## 家族
- 父亲：王约，隋朝瓜州刺史
  - 兄：王武宣，岳州刺史
    - 侄子：王德本，邓州刺史
    - 侄子：王德真，侍中
    - 儿子：王德玄，仓部郎中、唐州刺史
      - 孙子：王九功
        - 曾孙：王冲之，度支郎中

      - 孙子：王九言，并州司马
      - 孙子：王士会，陆浑令
        - 曾孙：王守一，宁王掾、赠兖州大都督
          - 玄孙女：王氏，郭子仪夫人